# Iglesia de Nuestro Salvador (Malmö)
La Iglesia de Nuestro Salvador (en sueco: Vår Frälsares katolska församling; que quiere decir "Parroquia Católica de Nuestro Salvador") es el nombre que recibe un edificio religioso que pertenece a la Iglesia católica y está localizado en el centro de la ciudad de Malmö en la provincia de Escania al sur del país europeo de Suecia. Pertenece a la Diócesis Católica de Estocolmo (Stockholms katolska stif). La congregación fue fundada en 1870 y su primer vicario fue Bernhard zu de Stolberg.
Entre 1872 y 1960 había una iglesia parroquial, donde el parque Raoul Wallenberg se encuentra ahora, en la esquina de la plaza de Gustav Adolf. Primero fue llamado Iglesia del Sagrado Corazón de Jesús, pero debido a que el nombre fue percibido como una "provocación católica" se cambió el nombre a "nuestro Salvador". La iglesia se quedó pequeña , por lo que una nueva fue construida en Hästhagen. La nueva iglesia, que fue diseñada por Hans Westman, fue inaugurada el 9 de abril de 1960 por el reverendo Bernhard Koch. La antigua iglesia en la otra ubicación fue demolida el mismo año.